# Kirche von Södra Hestra

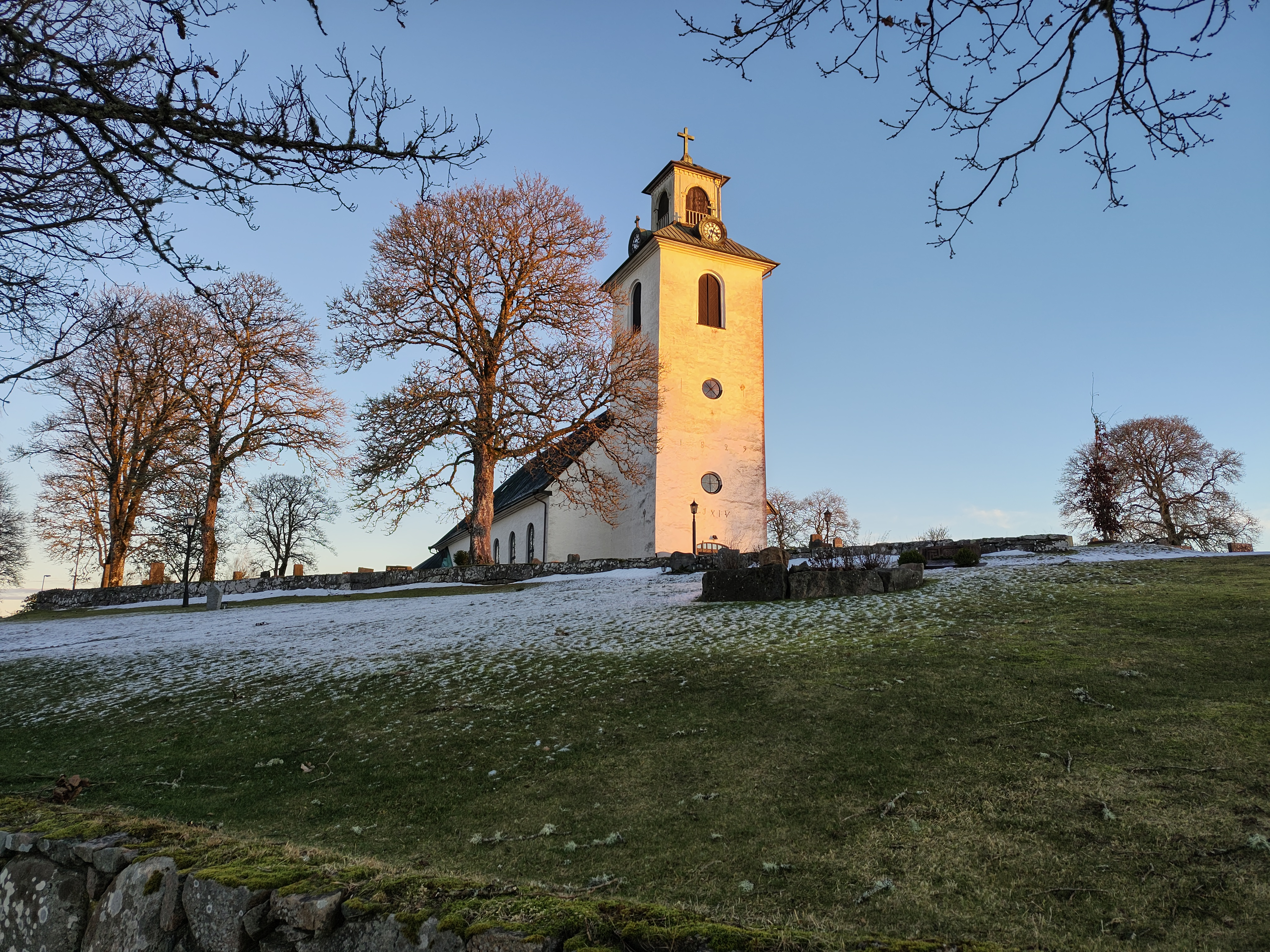
Kirche von Södra Hestra (2025)

Die Kirche von Södra Hestra (Schwedisch: Södra Hestra kyrka), auch bekannt als Broaryd-Kirche, ist eine Kirche im Tätort Broaryd, Gemeinde Gislaved, Jönköpings län, Schweden. Die Holzkirche an diesem Ort stammt aus dem 13. Jahrhundert. Gegen Ende des 13. Jahrhunderts wurde die Holzkirche durch eine Steinkirche ersetzt. Die heutige Kirche wurde in den Jahren 1827–1830 gebaut und 1835 eingeweiht.